# Francesco Sbano
Francesco Sbano (Paola, 1963) è un fotografo, produttore discografico, scrittore e regista italiano.

## Biografia
Francesco Sbano ha studiato comunicazione all’Istituto Europeo di Design di Roma, specializzandosi in fotografia. Dalla metà degli anni 90 si occupa quasi esclusivamente di mafia. In particolare della 'ndrangheta, Sbano ha prodotto raccolte musicali, film, foto, ha curato mostre, inoltre ha reso possibile la produzione di reportage per il The New York Times, Newsweek, Time Magazine, Le Monde, Le Nouvel Observateur, Der Spiegel, Süddeutsche Zeitung Magazin, Frankfurter Allgemeine Zeitung, Die Welt, per i canali televisivi ARD, BBC e CNN, per il canale radiofonico statunitense NPR, e per altri autorevoli media.
Insieme al giornalista Maximilian Dax e al discografico della PIAS Recordings Peter Cadera, ha curato la realizzazione di una raccolta di musica popolare sul tema della mafia, La Musica della Mafia, che ha riscosso ampio successo internazionale. Nel 2002 Sbano pubblica il secondo CD e nel 2005 completa la trilogia, che vende più di 500 000 copie fino al 2015. Anche le foto all'interno della trilogia sono una sua opera.
Nel 2009 esce il suo film documentario Uomini d'onore – Men of Honour, per il quale Sbano si è visto assegnare il Premio Speciale Corrado Alvaro 2006. Il film é coprodotto insieme alla Corazón International, la casa di produzione del regista tedesco Fatih Akın.
L’edizione Heyne di Monaco pubblica nel 2011 il suo libro Die Ehre des Schweigens – L’onore del silenzio, dove per la prima volta un capo-'ndrangheta ancora attivo racconta la propria storia con lo pseudonimo di Giuliano Belfiore.
Nel 2013, insieme a Thomas Schoenberger, Sbano cura nella Haus der Kulturen der Welt di Berlino, la mostra The Culture of Violence – La Cultura della Violenza, la prima mostra in chiave etnologica sulla consorteria criminale della 'ndrangheta.
Attualmente vive e lavora tra l'Italia e la Germania.

## Controversie
Dal 2008 il lavoro di Sbano è bersaglio di una campagna stampa guidata da diversi giornalisti e attivisti del movimento antimafia, che accusano Sbano di essere troppo neutrale nei confronti del fenomeno della 'ndrangheta. Nonostante ciò, Sbano resta fedele al suo approccio scientifico al fenomeno criminale della 'ndrangheta. Egli stesso dice: “Se vuoi combattere il male, devi conoscerlo. Questa formula mi consente di descrivere le cose in modo che siano gli stessi lettori a giudicare. È importante assicurarsi sempre che il proprio sguardo non sia guidato esclusivamente dai pregiudizi. Questo è possibile solo attraverso ricerche, chiarimenti e fatti. Mettendo alla luce le fonti, cioè le canzoni della mafia, i suoi balli, le sue leggi, e rendendole disponibili al pubblico, racconto la ’ndrangheta dall’interno. Allo stesso modo demistifico il fenomeno criminale puntando i riflettori sulle sue leggende e i suoi miti. Sono un cronista che ripercorre il cammino della criminalità organizzata calabrese e che descrive i fattori sociali e gli interessi economici che assicurano il potere alla 'ndrangheta".
Nel Maggio del 2012 Francesco Sbano e Demetrio Siclari, l'autore principale dei testi e delle musiche della trilogia La Musica della Mafia, dopo aver incontrato tre collaboratori del Museo della 'ndrangheta di Reggio Calabria, che avevano fatto uso di titoli della trilogia La Musica della Mafia all'interno del Museo, senza averne richiesto il diritto all'edizione originale, sono stati denunciati da un esposto da parte del presidente del Museo della 'ndrangheta Claudio La Camera, uno dei più noti attivisti antimafia di Calabria, e successivamente indagati per minaccia e diffamazione dalla Procura di Reggio Calabria. Nel processo, oggi ormai archiviato, Sbano o Siclari non sono mai stati condannati. Nell’intervista del Frankfurter Rundschau del 09.09.2015, Francesco Sbano dichiara di non aver offeso o minacciato nessuno durante la sua visita al Museo della 'ndrangheta di Reggio Calabria nel Maggio del 2012 e descrive il processo contro di lui come una farsa.